# Ашик Вейсель
Ашик Вейсель (псевдонім, ім'я при народженні Вейсель Шатироглу, 25 жовтня 1894 — 21 березня 1973) — турецький сліпий поет і співак.

## Біографія
Народився 25 жовтня 1894 року в селищі Сівріалан, розташованому біля міста Шаркишла. У дитинстві він, як і дві його сестри, захворів на натуральну віспу. Сестри Вейселя померли, він вижив, але втратив зір. На той момент йому було лише 7 років.
Незважаючи на сліпоту, Вейсель з допомогою батька навчився грати на багламі. Він грав і співав народні пісні.
На початку 1920-х років Вейсель одружився, але незабаром дружина покинула його. У подружжя було двоє дітей, хлопчик і дівчинка, вони обидва рано померли.
У 1930-му році Вейсель познайомився з політиком Ахметом Кутсі Теджером. Теджер, що захоплювався фольклором зацікавився Вейселем і відіграв значну роль у його просуванні. Теджер організував тур Вейселя по містах Туреччини, після створення сільських інститутів Вейсель викладав там, навчаючи грі на багламі.
1965 року великі національні збори Туреччини «за внесок у турецьку мову і національну солідарність» нагородили Вейселя щомісячною виплатою у розмірі 500 лір (близько 200 доларів).
Помер 21 березня 1973 року в рідному селищі Сівріалан.
Ряд артистів Туреччини, в тому числі Сельда Багджан, Хюмейра, Гюльден Карабоджек, Фікрет Кизилок і Есін Афшар, записали кавер-версії віршів Вейселя.